# مايكل جاريك
مايكل جاريك (بالإنجليزية: Michael Garrick)‏ (30 مايو 1933-11 نوفمبر 2011) هو عازف غيتار وملحن إنجليزي.

## روابط خارجية
- مايكل جاريك على موقع IMDb (الإنجليزية)
- مايكل جاريك على موقع ميوزك برينز (الإنجليزية)
- مايكل جاريك على موقع أول ميوزيك (الإنجليزية)
- مايكل جاريك على موقع ديسكوغز (الإنجليزية)